# Donacochara
Donacochara Simon, 1884 è un genere di ragni appartenente alla famiglia Linyphiidae.

## Distribuzione
Le due specie oggi attribuite a questo genere hanno areali diversi: la più comune, D. speciosa spazia dalla Francia alla Russia centrale; l'altra, D. deminuta è un endemismo dell'Angola
La D. speciosa è stata rinvenuta anche in Italia settentrionale

## Tassonomia
A dicembre 2011, si compone di due specie:
- Donacochara deminuta Locket, 1968 — Angola
- Donacochara speciosa (Thorell, 1875)[4] — dall'Europa all'Asia Centrale